# Xã Muskingum, Quận Washington, Ohio
Xã Muskingum (tiếng Anh: Muskingum Township) là một xã thuộc quận Washington, tiểu bang Ohio, Hoa Kỳ. Năm 2010, dân số của xã này là 4.461 người.